# てるてる坊主の照子さん
『てるてる坊主の照子さん』（てるてるぼうずのてるこさん）は、なかにし礼の長編小説。2001年5月から2002年5月まで北海道新聞、東京新聞、中日新聞、西日本新聞の4紙朝刊に峰岸達の画とともに連載され、2002年7月に新潮社より上下巻にて刊行された。翌2003年8月に新潮文庫より上中下巻にて文庫化されている。
著者の妻・石田ゆりの家族をモデルに、戦後復興期の昭和30年代の大阪・池田市を舞台として、大阪の肝っ玉母さんを中心に4姉妹の成長の物語を「なにわの若草物語」として描く。
2002年10月から11月に『てるてる坊主の照子さん〜浪速の若草物語〜』（てるてるぼうずのてるこさん なにわのわかくさものがたり）と題して佐久間良子主演により舞台化、翌2003年から2004年に『てるてる家族』（てるてるかぞく）と題してNHK連続テレビ小説の第69作としてテレビドラマ化された。

## あらすじ
太平洋戦争の最中、照子は陸軍将校の岩田春男と見合い結婚する。終戦後、復員した春男は銀行員となるが、一念発起し佐世保の米軍パン工場で修行後、故郷の大阪・池田市に戻りパン屋を開業する。4人の娘に恵まれた照子は、パン屋の隣で喫茶店を開業、当時珍しかったテレビを設置したことで店は大繁盛し、梅田のスケートリンクに2号店を構えることになる。それを機にフィギュアスケートを始めた長女・春子と次女・夏子は、照子の熱意もあって見る間に才能を伸ばし、春子はオリンピックに出場、夏子は歌手としてデビュー。一方で三女・秋子と四女・冬子は、そうした華やかな世界とは無縁ながらも自由にのびのびと育てられた。

## 書誌情報
- てるてる坊主の照子さん 上（2002年7月20日、新潮社、ISBN 978-4-10-445103-6）
- てるてる坊主の照子さん 下（2002年7月20日、新潮社、ISBN 978-4-10-445104-3）
- てるてる坊主の照子さん〔上〕（2003年8月1日、新潮文庫、ISBN 978-4-10-115421-3）
- てるてる坊主の照子さん〔中〕（2003年8月1日、新潮文庫、ISBN 978-4-10-115422-0）
- てるてる坊主の照子さん〔下〕（2003年8月1日、新潮文庫、ISBN 978-4-10-115423-7）

## 舞台
『てるてる坊主の照子さん〜浪速の若草物語〜』（てるてるぼうずのてるこさん なにわのわかくさものがたり）と題し、2002年10月2日から28日まで東宝創立70周年記念公演として東京・帝国劇場にて、また11月1日から25日まで名古屋・御園座にて上演された。
前年10月に帝国劇場にて舞台化された『長崎ぶらぶら節』に続く舞台化であり、佐久間良子は同作のヒロイン・愛八役に続いての出演となる。

### キャスト
- 岩田照子 - 佐久間良子
- 岩田夏子 - 南野陽子
- 岩田春子 - 宮崎優子
- 岩田秋子 - 星奈優里
- 富田恵子
- 岩田冬子 - 小此木麻里
- 春男の親友 - 松山政路
- 春男の親友 - 穂積隆信
- 浄瑠璃の師匠 - 多岐川裕美
- 岩田春男 - 江守徹

### スタッフ
- 原作・演出 - なかにし礼
- 脚本 - 堀越真
- 演出 - 堀井康明
- 製作 - 酒井喜一郎、宮崎紀夫

## テレビドラマ
『てるてる家族』（てるてるかぞく）と題し、NHK連続テレビ小説の第69作としてNHK大阪放送局の制作により2003年9月29日から2004年3月27日まで全150回にわたり放送された。